# Metroul din Cluj
Metroul din Cluj este un sistem de transport subteran (metrou), aflat în construcție, ce va deservi municipiul Cluj-Napoca și comuna Florești, județul Cluj. După finalizare, aceasta ar fi a doua rețea de metrou din România, după metroul din București. În prezent, proiectul include o linie de aproximativ 21 de km, 19 stații subterane, un depou subteran, iar costul este de peste 2 miliarde de euro. Durata de execuție estimată este de 128 de luni. În decembrie 2022, a fost semnat de către Ministerul Transporturilor contractul de finanțare pentru acest metrou, în valoare de peste 13 miliarde de lei, iar prima etapă trebuie să fie finalizată până în 2026. Planificarea actuală are ca posibilă dată de finalizare pentru întregul proiect anul 2031. Lucrările de construcție pentru Magistrala 1 au început la data de 5 iunie 2024 în Florești.

## Context
Discuții despre soluții de descongestionare a traficului din ce în ce mai intens din oraș au fost inițiate încă de la începutul anilor 2010, diverse personalități publice sau instituții propunând extinderea liniilor de tramvai, construirea unui tren suspendat sau a unei linii de monorail de-a lungul râului Someșul Mic. Ideea de monorail în Cluj este mai veche, un proiect în acest sens fiind întocmit încă din anii 1980. În 2013, primăria municipiului a introdus în bugetul pentru acel an fonduri pentru un studiu de fezabilitate pentru monorail, însă acestea nu au fost cheltuite.
În septembrie 2015, primarul Clujului, Emil Boc, a respins ideea construirii unei rețele de metrou, din cauza costurilor „exorbitante”, estimate de el la 5 miliarde de euro, și a numărului relativ redus de locuitori ai municipiului. În anii următori discuțiile au continuat însă, iar în septembrie 2017 primarul Boc a relansat ideea metroului, declarând că, în 10–15 ani, Clujul ar putea avea un metrou pe ruta Florești–Apahida. Boc considera la acea vreme că populația din Cluj și împrejurimi este în creștere, iar acest lucru ar justifica proiectul construirii unei linii de metrou: „când ai trecut de 500 000 spre un milion sunt orașe care își asigură mobilitatea urbană prin metrou”.

## Istoric

### Planificare și licitație

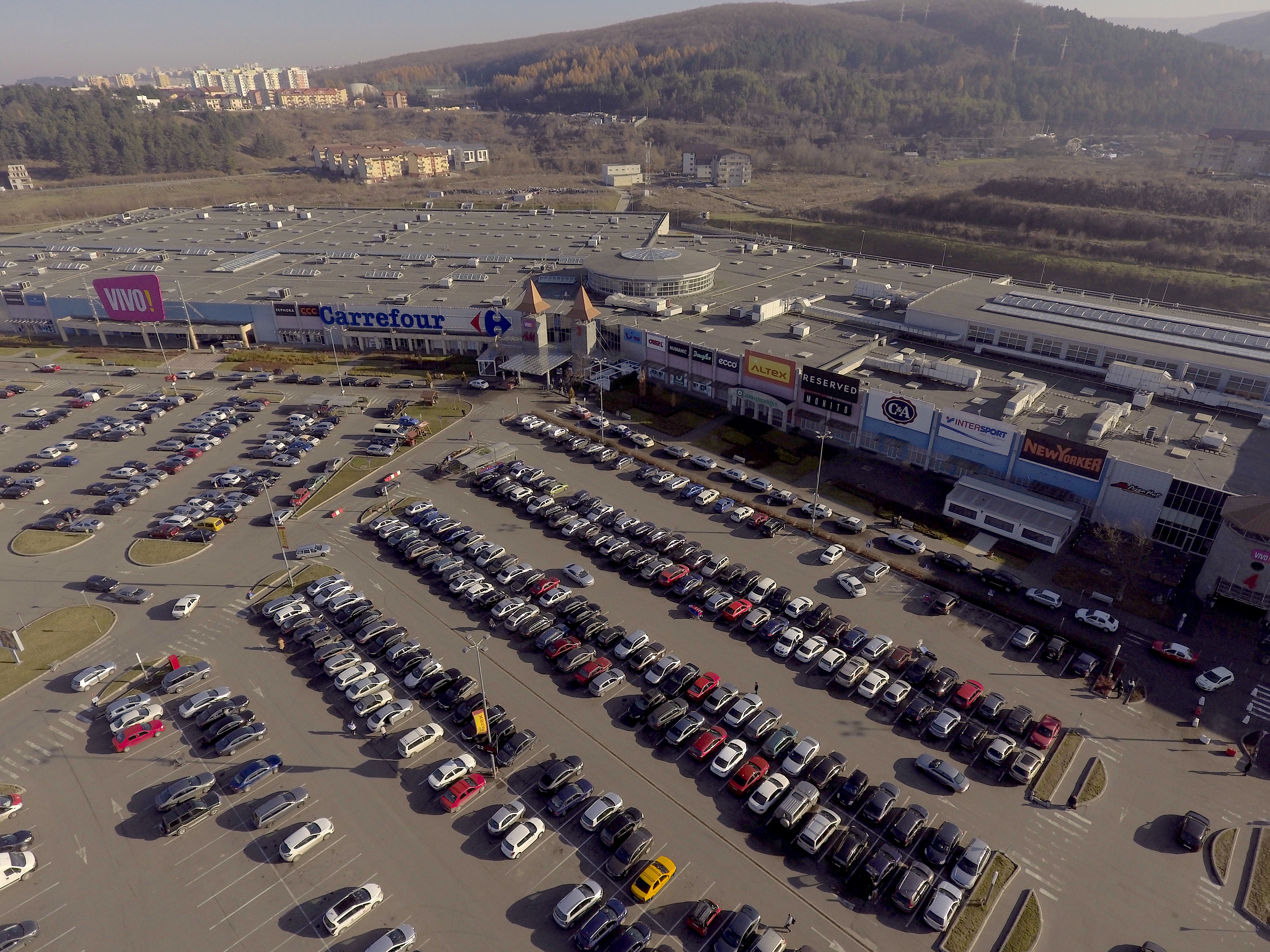
Stația „Prieteniei” este propusă a fi construită la centrul comercial VIVO!

Primii pași concreți s-au făcut în 2018, când Consiliul Local Cluj a aprobat proiectul de buget pe acel an în care, la poziția 27 din capitolul „Transporturi”, se alocau fonduri pentru „studiul de prefezabilitate, consultanță și diverse studii pentru construire metrou”. În luna aprilie 2018, primarul Emil Boc a anunțat că mai multe firme din Japonia ar fi interesate de proiectarea și construirea unei linii de metrou în Cluj. Presa a speculat că era vorba de gigantul japonez din domeniul feroviar East Japan Railway Company.
O licitație internațională a fost organizată în iunie 2019, având ca obiect: „Tren Metropolitan Gilău – Florești – Cluj-Napoca – Baciu – Apahida – Jucu – Bonțida – etapa I a sistemului de transport metropolitan rapid Cluj: Magistrala I de Metrou și Tren Metropolitan, inclusiv legătura dintre acestea și a studiilor conexe viitoarelor obiective de investiții, conform cerințelor caietului de sarcini și a documentației de atribuire”. În privința metroului, anunțul de participare solicita furnizarea de către firma câștigătoare a următoarelor produse:
1. predare studiu de prefezabilitate – la finele lunii a 5-a;
2. predare Plan Urbanistic Zonal – la finele lunii a 16-a;
3. predare studiu de fezabilitate – la finele lunii 26.

Cinci firme sau consorții de firme din Franța, Italia, Japonia și Marea Britanie și România au depus oferte pentru realizarea documentațiilor solicitate prin licitație:
- SWS Engineering Spa (Italia) - SYSTRA (Franța) - Metrans Engineering SRL (România),
- Asocierea Explan SRL (România) - Dr. Sauer & Partners (Marea Britanie),
- Asocierea Metroul SA (România) - PADECO Co., LTD (Japonia),
- Asocierea Eurocerad Internațional SRL (România) - 3TI Progetti (Italia) - Ingegneria Integrata S.p.A (Italia);
- Egis Rail SA;

Consorțiul SWS Engineering Spa - SYSTRA - Metrans a fost declarat câștigător în octombrie 2019, dar Metroul SA a depus o contestație, iar aceasta a fost admisă de Consiliul Național pentru Soluționarea Contestațiilor (CNSC), care a decis, pe 8 noiembrie 2019, să „oblige autoritatea contractantă ca, în termen de 15 zile de la primirea prezentei decizii să excludă din procedura de atribuire oferta asocierii SWS Engineering SPA - Systra - Metrans Engineering SRL”. În urma deciziei CNSC, asocierea Metroul SA - PADECO Co., LTD a devenit practic câștigătoarea licitației, dar primăria Cluj și asocierea SWS Engineering - SYSTRA - Metrans au atacat decizia CNSC la Curtea de Apel Cluj, care le-a dat câștig de cauză pe 3 martie 2020.
Pe 4 martie 2020, primarul Emil Boc a confirmat că, urmare a deciziei instanței, asocierea SWS Engineering - SYSTRA - Metrans rămâne câștigătorul definitiv al licitației. Pe 23 aprilie, primarul a semnat contractul care prevede realizarea studiilor de prefezabilitate și fezabilitate pentru acest proiect, valoarea fiind de 35,9 de milioane de lei.
Pe 12 mai 2020, primarul Emil Boc a anunțat că se lucrează la studiul de fezabilitate pentru construcția metroului și a trenului metropolitan și că lucrările de execuție ar putea dura zece ani.
Pe 18 martie 2021, Consiliul Județean Cluj a emis certificatul de urbanism pentru elaborarea Planului Urbanistic Zonal și a Studiului de Fezabilitate aferente primei etape din cadrul proiectului „Tren Metropolitan Gilău – Florești - Cluj-Napoca – Baciu – Apahida – Jucu - Bonțida” - Magistrala 1 de metrou și tren metropolitan, inclusiv legătura dintre acestea.
În iunie 2021, primarul Emil Boc a anunțat faptul că lucrările pentru construcția metroului ar putea începe în anul 2023, după finalizarea documentației și a licitației. Proiectul este inclus în Planul Național de Redresare și Reziliență (PNRR). De asemenea, au fost publicate și denumirile celor 19 stații care sunt planificate, urmând ca în prima etapă (cu data de finalizare 2026) să fie realizate 9 stații (între Florești și Sopor).
Pe 22 august 2022, Emil Boc a anunțat suspendarea temporară a procedurii de achiziție, datorită necesității de a actualiza costurile de de realizare a metroului și indicatorii tehnico-economici ai investiției. Actualizarea a fost necesară ca urmare a creșterii prețurilor la materialele de construcție.
Pe data de 29 decembrie 2022, a fost semnat contractul pentru finanțarea metroului din Cluj, conform ministrului Sorin Grindeanu, prin care a fost alocată suma de 13,69 miliarde de lei (din care 1,48 miliarde de lei din PNRR). Prima etapă include lucrări pe o distanță de 9,16 km (secțiunea Sfânta Maria - Europa Unită, corespunzător a 9 stații și un depou) și este finanțată prin PNRR, având ca termen final sfârșitul lunii august 2026. Cea de-a doua etapă va cuprinde un traseu de 11,87 km.

### Construcție
În iunie 2023 a fost semnat contractul de construcție a metroului, data de finalizare fiind 2028. Primele 9 stații și depoul trebuie finalizate până în luna august 2026, dar nu obligatoriu date în circulație până la această dată. Proiectul întreg (inclusiv celelalte 10 stații rămase) ar putea fi finalizate până în anul 2031. În octombrie 2023 au început studiile geotehnice în teren (topografice și arheologice), urmând să dureze până în aprilie 2024. În decembrie al aceluiași an a fost aprobată exproprierea a 500 de imobile pentru construirea metroului.
După ce la finalul lunii mai 2024 a fost emisă autorizația de construcție, primele lucrări au început la 5 iunie 2024 în localitatea Florești.

## Caracteristici planificate

### Implementare
Etapele de implementare ale rețelei de metrou anunțate în martie 2023 erau:
- în prima etapă (final 2026): primele 9 stații, din fonduri PNRR, pe direcția strada Câmpului - Sopor, cu stațiile Sf. Maria – Europa Unită, lungimea 7,5 km;
- în a doua etapă (final 2031): restul de 10 stații și depoul, pe tronsoanele Florești – Sf. Maria și Mărăști – Muncii, lungimea 12,6 km.

În decembrie 2023, după începerea proiectării, Emil Boc a anunțat că lucrările vor începe din Florești pentru a se potrivi cu programul de dezvoltare al Spitalului Regional de Urgență.
Constructorul desemnat este Asocierea Gülermak (Turcia) – Alstom (Franța) – Arcada.

### Traseu
Numărul propus de stații al viitoarei rețele de metrou a variat de-a lungul timpului în funcție de etapa de planificare, fiind anunțat a fi cuprins între 12 și 16. Proiectul final include 19 stații.
Traseul planificat și stațiile (precum și obiectivele din vecinătate) sunt:
-  Secțiunea Vest: Țara Moților (Florești Vest), Teilor (Florești Centru), Copiilor (Florești Est), Sănătății (Spitalul Regional de Urgență Cluj), Prieteniei (centrul VIVO!);
-  Secțiunea Centru: Natura Verde (Parcul Colina - Bucium), Mănăștur (Str. Primăverii), Sfânta Maria (Str. Câmpului), Florilor (Agronomia), Sportului (Sala Polivalentă, Cluj Arena, Clinicilor), Piața Unirii, Piața Avram Iancu, Armonia, Piața Mărăști;
-  Secțiunea Est:
  - Ramura Muncii: Transilvania (Expo Transilvania), Viitorului (Piața IRA; schimb intermodal cu trenul metropolitan), Muncii (B-dul Muncii);
  - Ramura Sopor: Cosmos (Între Lacuri, Iulius Mall), Europa Unită (Sopor); de asemenea, Depoul Sopor.

| Număr | Capete                                                                        | Deschidere               | Lungime (km) | Număr stații | Stadiu lucrări                            |
| ----- | ----------------------------------------------------------------------------- | ------------------------ | ------------ | ------------ | ----------------------------------------- |
| M1    | Țara Moților — Piața Mărăști – Europa Unită / Muncii (Florești – Cluj-Napoca) | planificat (2026 – 2031) | 21 km        | 19           | în construcție (studii geotehnice - 2023) |

### Trenuri
Metroul va fi un sistem de metrou ușor, cu stații subterane, cu trenuri de 51 m, complet automate, cu frecvența de 90 de secunde. Capacitatea de transport nominală/maximă ar fi de 15.200/21.600 pasageri / oră și sens (40 trenuri / oră și sens).